# Reichsarbeitsdienst
El Reichsarbeitsdienst (abreviado, RAD; traducible al español como 'Servicio de Trabajo del Reich') fue una institución establecida por la Alemania nacionalsocialista con el objetivo de reducir el desempleo, similar a programas de ayuda en otros países. Durante la Segunda Guerra Mundial fue una formación auxiliar que sirvió de apoyo para la Wehrmacht.
El RAD se formó en julio de 1934 como el servicio oficial estatal para el trabajo. El RAD fue una amalgama de las numerosas organizaciones laborales creadas en Alemania durante la República de Weimar. Los miembros del RAD ofrecían sus servicios a diferentes proyectos civiles, militares y agrícolas. Konstantin Hierl fue su director durante toda su existencia.

Bandera de la sección femenina del RAD.

A partir de junio de 1935, los hombres de entre 18 y 25 años tenían que haber servido seis meses antes de su servicio militar. Durante la Segunda Guerra Mundial, el servicio obligatorio también incluyó a mujeres jóvenes y el RAD desarrolló una formación auxiliar que brindó apoyo a las fuerzas armadas de la Wehrmacht.[cita requerida]

## Organización

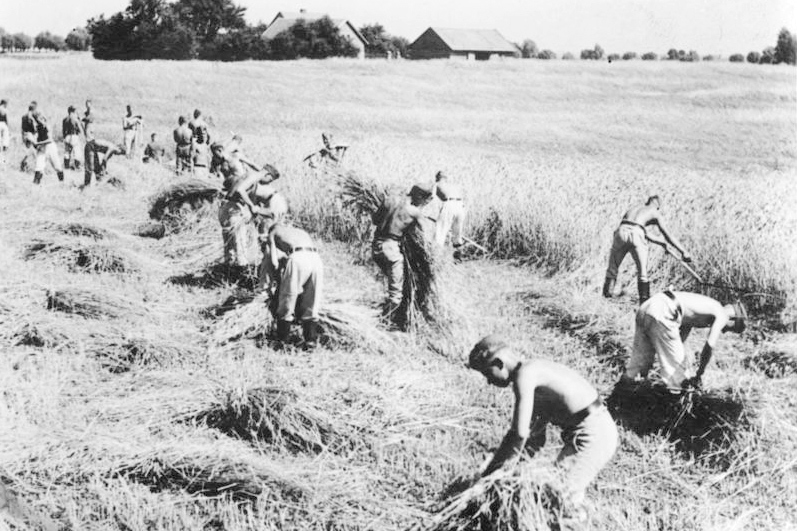
Miembros del RAD trabajando en el campo, Prusia Oriental, 1938.

El RAD estaba dividido en dos secciones, el Reichsarbeitsdienst Männer (RAD/M) para hombres y el Reichsarbeitdienst der weiblichen Jugend (RAD/wJ) para mujeres.
El RAD estaba compuesto por 40 distritos conocidos como Arbeitsgau (lit. distrito de trabajo). Cada uno de estos distritos estaba dirigido por un oficial con un equipo en la sede y una Wachkompanie ('compañía de guardia'). En cada distrito había entre seis y ocho Arbeitsgruppen ('grupos de trabajo'), formaciones del tamaño de un batallón de entre 1200 y 1800 hombres. Estos grupos estaban divididos en seis departamentos del tamaño de una compañía. Cada persona de rango y archivo del RAD estaba equipado con una bicicleta y una pala. El símbolo del RAD, una pala apuntando hacia arriba flanqueada por dos espigas, se exhibía en la parte superior izquierda de todos los uniformes y abrigos que llevaban el personal.

## Segunda Guerra Mundial
El RAD fue clasificado como Wehrmachtsgefolge (lit., 'Auxiliar de las Fuerzas Armadas'). Aunque no perteneciera a las Fuerzas Armadas en sí, las apoyó de forma tan decisiva que estuvieron bajo la protección de la Convención de Ginebra. Algunas de estas organizaciones auxiliares, incluyendo el RAD, estaban militarizadas.
En los inicios de la guerra, en las campañas en el oeste y en Noruega, cientos de unidades del RAD se encargaron de proveer víveres y munición al frente de combate, reparando caminos dañados y pistas de aterrizaje de aeródromos.
Durante el curso de la guerra, el RAD estuvo involucrado en muchos proyectos. Las unidades del RAD construyeron fortificaciones en la costa (muchas personas del RAD trabajaron, por ejemplo, en el Muro atlántico), sembraron campos de minas, ocuparon fortificaciones e incluso ayudaron a retener a prisioneros y a proteger sitios estratégicos.
El papel del RAD no estuvo limitado a funciones de apoyo de combate. Cientos de miembros del RAD fueron adiestrados contra ataques aéreos y sirvieron en puestos de baterías antiaéreas. Varias unidades del RAD también actuaron en el frente oriental como infantería. Cuando las tropas alemanas iban siendo derrotadas, un número cada vez mayor de miembros del RAD fueron alistados para combatir. Durante los últimos meses de la guerra, hombres del RAD formaron seis unidades de combate.

## Equipamiento
- Luger
- Gewehr 98
- Stielhandgranate
- Eihandgranate
- Schiessbecher
- Panzerfaust
- Sturmpistole
- Panzerbüchse 39
- MP 3008
- Einstossflammenwerfer 46
- MG 08
- Schwarzlose MG M.07/12
- Tellermine
- Mina-S
- Stock mine
- Schu-mine 42
- Glasmine 43
- Abwehrflammenwerfer 42
- Topfmine
- Riegelmine 43
- 2 cm Flak 30/38/Flakvierling
- Volkswagen Kübelwagen
- Opel Blitz
- Mercedes-Benz L3000
- Krupp Protze
- Sd.Kfz. 2
- M42 Truppenfahrrad